# Svenska popfavoriter
Svenska popfavoriter är en serie samlingsalbum som utgavs 1995–1998 på etiketten Karussell och senare Sonet Records. I serien fick en rad svenska artister och grupper var sitt album med tidigare utgivna låtar.

## Album (urval)
- Py Bäckman: Svenska popfavoriter - 15 hits
- Eldkvarn: Barbariets eleganter
- Noice: Svenska popfavoriter (Noice)
- Monica Törnell: Monica Törnell